# Spirobranchus cruciger
Spirobranchus cruciger är en ringmaskart som först beskrevs av Grube 1862.  Spirobranchus cruciger ingår i släktet Spirobranchus och familjen Serpulidae. Inga underarter finns listade i Catalogue of Life.